# Angelo Cimarosti
Angelo Cimarosti (Genova, 16 giugno 1902 – Genova, 19 novembre 1931) è stato un calciatore italiano, di ruolo attaccante.

## Carriera
Cresciuto nell'Edera di Genova, passa al Genoa nel 1921.
Con i rossoblu gioca una sola partita, il pareggio esterno per 1 a 1 contro il Pisa del 2 ottobre 1921, perché nel novembre dello stesso anno viene ingaggiato dal Club Sportivo Firenze che gioca il campionato organizzato dalla FIGC.
Con i fiorentini ottiene il terzo posto del girone toscano, non ottenendo l'accesso alle semifinali nazionali.
Dopo la breve esperienza toscana torna a Genova per giocare nuovamente con l'Edera e la Virtus entrambe di Genova.
Nel 1923 passa alla Sestrese, dove rimane due stagioni, entrambe in cadetteria. 
Dell'esperienza con i verdestellati è da ricordare la vittoria su rimonta del club ligure contro l'Olympia Fiume. Dopo essere stati in svantaggio di due reti Cimarosti, autore di una rete, ed i suoi agguantarono la vittoria con il risultato di 3 a 2.
In seguito, dal 1925 al 1929, è tra le file dell'Unione Sportiva Sestri Levante, club con cui giocherà un'altra stagione in cadetteria nella stagione 1928-1929.
Nella stagione 1929-1930 milita nella Rivarolese, club con cui sfiora la promozione in Serie B, persa dopo lo spareggio del 15 giugno 1930 contro la Lucchese Libertas, giunta prima a pari punti con i rossoneri liguri nel girone A della Prima Divisione.
Il suo ultimo club è l'U.S. Calciatori Ponticello nella stagione 1930-1931, poiché viene a mancare il 19 novembre del 1931 all'età di 29 anni.

## Palmarès

### Club

#### Competizioni regionali
- Campionato italiano di terza divisione: 1

Sestri Levante: 1926-1927